# Рамазанов, Алескендер Энверович
Алеске́ндер Энве́рович Рамаза́нов (род. 1950) — военный журналист, писатель.

## Биография
Алескендер Энверович Рамазанов родился в 1950 году в Дагестане. Лезгин.
- 1971 г. — получил военное образование: курсы офицеров запаса при 43-й радиотехнической бригаде Бакинского округа ПВО.
- 1976 год — окончил с отличием Дагестанский сельскохозяйственный институт, зооинженерный факультет.

Два десятилетия был журналистом военных изданий «Солдат России», «Фрунзевец», «Ленинское знамя», «Красная звезда» (таджикский корпункт), «Красный воин» и других.
Алескендер Энверович c 2003 года работает в компании «ЭФКО».

### Награды
Подполковник в отставке Алескендер Энверович Рамазанов награждён орденами:
- «За службу Родине в ВС СССР» 3-й степени,
- «Красной Звезды»,
- «За военные заслуги».

## Публикации
Алескендер Энверович — автор цикла книг об афганской войне.
- «Дивизия цвета хаки»[2][3] — Тираж: 5000 экз. ISBN 978-5-699-23019-8
- «Война затишья не любит»[4] — Тираж: 7000 экз.
- «Последний кадр» // Роман[5] — Тираж: 8000 экз.
- «Зачем мы вернулись, братишка?» — Тираж: 4000 экз.
- «Последний легион империи» // ISBN 978-5-699-40234-2.
- «Родная афганская пыль»[6] — Тираж: 4000 экз.
- «Трагедия в ущелье Шаеста» — Тираж: 4000 экз.
- «Ярмо богов»[7] (не опубликована).